# Sophie Tucker
Sophie Tucker (13 de enero de 1887 – 9 de febrero de 1966) fue una cantante y actriz de nacionalidad estadounidense, aunque de origen ucraniano. Conocida por su interpretación de canciones cómicas y subidas de tono, fue una de las más populares artistas de Estados Unidos en la primera mitad del siglo XX. Fue ampliamente conocida por su apodo, "The Last of the Red Hot Mamas."

## Biografía
Su verdadero nombre era Sonya Kalish y nació en Tulchyn, Ucrania, en el seno de una familia de origen judío. Siendo ella niña, la familia emigró a los Estados Unidos, afincándose en Hartford, Connecticut, donde sus padres abrieron un restaurante.
Ella empezó a cantar, a cambio de propinas, en el restaurante familiar. En 1903, con 16 años de edad, se casó con Louis Tuck, decidiendo entonces cambiar su apellido por Tucker. La pareja tuvo un hijo, Bert. Posteriormente tendría otros dos maridos, aunque sus matrimonios nunca duraron más de cinco años.
Tucker siguió actuando en Estados Unidos y en el Reino Unido hasta poco antes de su muerte, acaecida en 1966 en la ciudad de Nueva York a causa de un cáncer de pulmón. Tenía 79 años de edad. Fue enterrada en el Cementerio Emanuel en Wethersfield (Connecticut).

## Carrera
Tucker tocaba el piano y cantaba burlesque y canciones de vodevil, en un principio con la cara pintada de negro. Más adelante explicaba que actuaba así por insistencia de los directores teatrales, que decían que era "demasiado gorda y fea" para ser aceptada por el público en cualquier otra circunstancia. Incluso llegó a cantar canciones que reconocían su peso, tales como "Nobody Loves a Fat Girl, But Oh How a Fat Girl Can Love".
Como cantante llegó a hacerse famosa con un estilo que en la época era conocido como "Coon Shouter", interpretando canciones de influencia afroamericana. No contenta con actuar ajustada a la simple tradición minstrel, Tucker contrató a algunos de los mejores cantantes afroamericanos del momento para que le dieran lecciones, al igual que hizo con compositores, también afroamericanos, que escribieron canciones para sus números.
Tucker actuó por vez primera en el espectáculo de Ziegfeld Follies en 1909, pero no permaneció mucho tiempo en el puesto, ya que las otras artistas de Florenz Ziegfeld pronto se negaron a compartir escena con la popular Tucker.
William Morris, fundador de la agencia de talentos William Morris Endeavor, reservó a Tucker tras su salida de Follies para actuar en el American Music Hall. En una actuación en 1909, el equipaje que contenía el equipo para maquillarse utilizado por Tucker fue robado justo antes del espectáculo, y la cantante hubo de actuar sin su habitual cara pintada. Tucker consiguió un éxito aún mayor sin el maquillaje y, aconsejada por Morris, ya no volvió a pintarse la cara. Sin embargo, siguió solicitando material de autores afroamericanos, cantando en un estilo con influencias de ragtime y blues que le valió el apodo de "La Mary Garden del Ragtime", una referencia a la famosa soprano de la época.

### Grabaciones
Tucker hizo varias grabaciones de gran popularidad. Entre ellas figuran "Some of These Days", la cual editó en 1911 Edison Records, siendo lanzada de nuevo en 1926. La canción, escrita y compuesta por Shelton Brooks, fue un gran éxito, convirtiéndose en el tema musical asociado a Tucker, y el título de su autobiografía de 1945. Esta canción es precisamente la que escucha el personaje principal de la novela La náusea de Jean-Paul Sartre.
En 1921 Tucker contrató al pianista y compositor Ted Shapiro como acompañante y como director musical, un puesto que él conservaría a lo largo de la carrera de la cantante. Además de escribir diferentes canciones para Tucker, Shapiro formó parte de su número teatral, tocando el piano mientras ella cantaba e intercambiando bromas y chistes entre las canciones. Tucker mantuvo su popularidad como cantante en la década de 1920, y pagó a estrellas como Mamie Smith y Ethel Waters para que le dieran lecciones.
En 1925, Jack Yellen escribió una de las canciones más famosas de Tucker, "My Yiddishe Momme", tema que interpretaba cuando había un numeroso público judío. En la década de 1930 Tucker incorporó en su show elementos de nostalgia por los primeros años del siglo XX. Debido a que su apetito sexual era motivo frecuente de sus canciones, algo inusual en las artistas de la época, fue llamada "The Last of the Red Hot Mamas".

### Cine
Tucker hizo varias actuaciones en populares cintas cinematográficas, entre ellas Broadway Melody of 1938, en la cual hacía el papel de la madre del personaje de Judy Garland. En ese film cantaba una canción en el final y, aunque no se interpretaba a sí misma, en homenaje a ella varias luces de neón mostraban su nombre real en escena. En 2007 apareció en el film documental Making Trouble, un homenaje a las comediantes judías producido por el Jewish Women’s Archive. Por su trabajo cinematográfico recibió una estrella en el Paseo de la Fama de Hollywood, en el 6321 de Hollywood Boulevard.

### Radio
En 1938-1939 Tucker tuvo un programa radiofónico propio, Sophie Tucker and Her Show, emitiendo 15 minutos los lunes, miércoles y viernes. Además, hizo numerosas actuaciones como artista invitada en programas como The Andrews Sisters, The Radio Hall of Fame, y Ben Bernie, The Old Maestro.

### Televisión

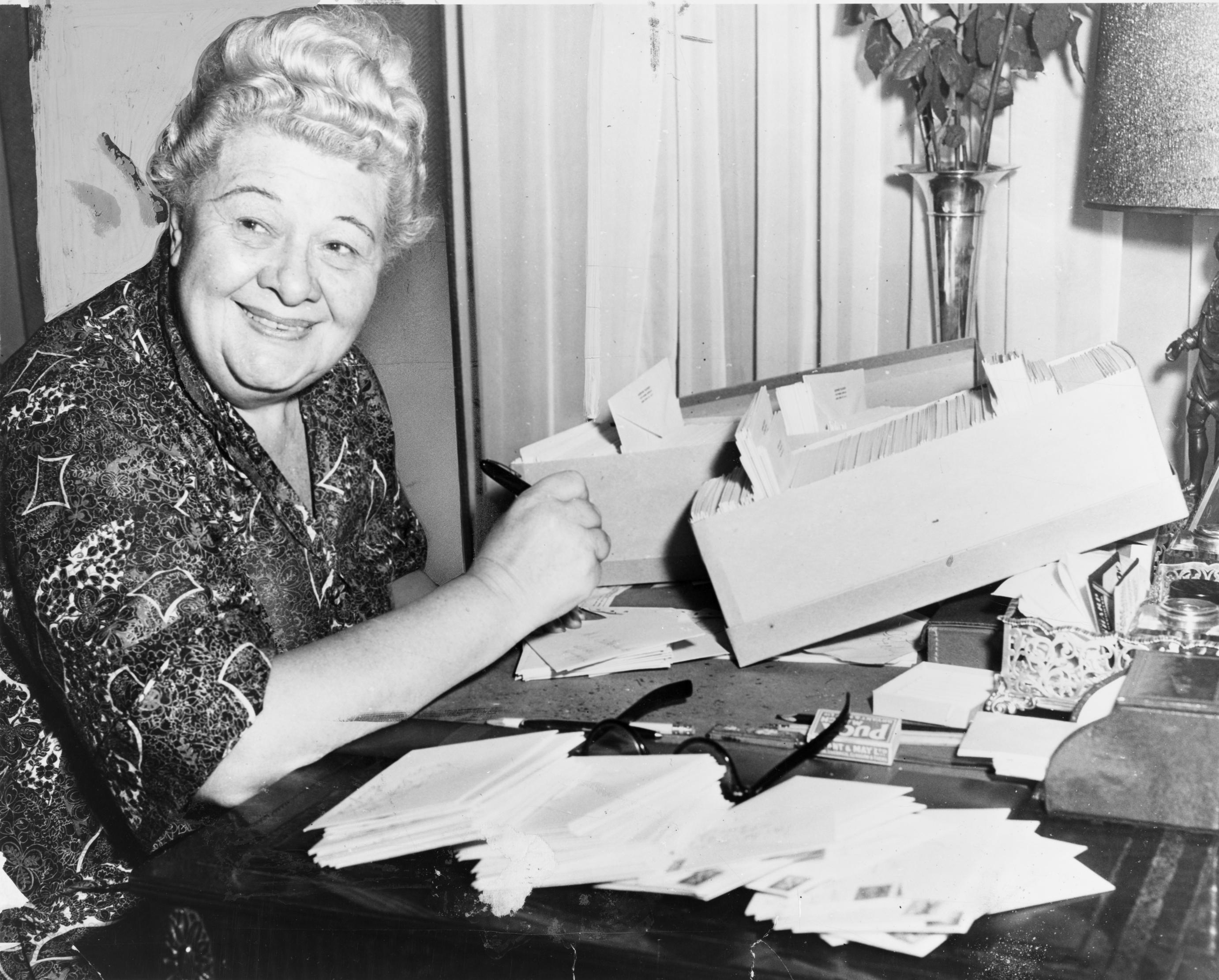
Tucker en 1952.

En la década de 1950 e inicios de la de 1960, actuó en televisión en los programas The Ed Sullivan Show, What's My Line, Person to Person, y The Tonight Show.

### Teatro
- Louisiana Lou (1911) (Circuito de Broadway)
- Earl Carroll's Vanities of 1924 (1924) (Broadway)
- Leave It to Me! (1938) (Broadway)
- High Kickers (1941) (Broadway)

### Filmografía
- Honky Tonk (1929)
- Gay Love (1934)
- Paramount Headliner: Broadway Highlights No. 1 (1935, corto)
- Broadway Melody of 1938 (1937)
- Thoroughbreds Don't Cry (1937)
- Follow the Boys (1944)
- Sensations of 1945 (1944)
- Screen Snapshots: The Great Showman (1950, corto)
- Screen Snapshots: Hollywood's Great Entertainers (1953, corto)
- The Heart of Show Business (1957, corto)
- La máscara del dolor (1957, Cameo)

### Sindicalismo
En 1938 Tucker colaboró en la sindicalización de la Federación Estadounidense de Actores, siendo elegida como su presidenta. En 1939 seguía en el cargo cuando la organización fue disuelta por la Federación Estadounidense del Trabajo como consecuencia de irregularidades financieras. La entidad sucesora fue el American Guild of Variety Artists.